# Богачев (Ростовская область)
Богачев — хутор в Милютинском районе Ростовской области.
Входит в состав Маньково-Березовского сельского поселения.

## Население
| 2010 |
| ---- |
| 30   |

## Улицы
- ул. Лесная,
- ул. Подгорная,
- ул. Степная,
- ул. Тихая,
- ул. Толстого.